# Nicole Kidman
Nicole Mary Kidman AC (sinh ngày 20 tháng 6 năm 1967) là một nữ diễn viên, ca sĩ, và nhà sản xuất người Úc. Cô đã nhận một Giải Oscar, hai Giải Primetime Emmy, và năm Giải Quả cầu Vàng. Cô là một trong những nữ diễn viên có thu nhập cao nhất các năm 2006, 2018 và 2019. Tạp chí Time gọi cô là một trong 100 người ảnh hưởng nhất thế giới các năm 2004 và 2018. Năm 2020, The New York Times xếp cô thứ năm trong danh sách những diễn viên xuất sắc nhất thế kỷ 21 đến thời điểm đó của tờ báo này.
Kidman bắt đầu sự nghiệp diễn xuất ở Úc với các bộ phim Bush Christmas và BMX Bandits năm 1983. Bước đột phá của cô bắt đầu từ năm 1989 với bộ phim gây cấn Dead Calm và loạt phim ngắn tập Bangkok Hilton. Năm 1990, cô ra mắt Hollywood với bộ phim đua xe Days of Thunder, cùng với Tom Cruise. Cô bắt đầu nhận được sự chú ý với các vai diễn chính trong Far and Away (1992), Batman Forever (1995), To Die For (1995) và Eyes Wide Shut (1999). Kidman giành Giải Oscar cho nữ diễn viên chính xuất sắc nhất với vai nhà văn Virginia Woolf trong bộ phim chính kịch The Hours (2002). Những vai diễn đã được đề cử giải Oscar khác của cô bao gồm bộ phim nhạc kịch Moulin Rouge! (2001) và các phim chính kịch Rabbit Hole (2010) và Lion (2016).
Những bộ phim khác có sự tham gia của Kidman bao gồm The Others (2001), Cold Mountain (2003), Dogville (2003), Birth (2004), Australia (2008), The Paperboy (2012), Paddington (2014), The Killing of a Sacred Deer (2017), Destroyer (2018), Aquaman (2018) và Bombshell (2019).
Những vai diễn của Kidman trong lĩnh vực truyền hình bao gồm Hemingway & Gellhorn (2012), Big Little Lies (2017–2019), Top of the Lake: China Girl (2017), và The Undoing (2020). Với Big Little Lies, cô giành hai Giải Primetime Emmy cho Nữ diễn viên xuất sắc nhất và Loạt phim ngắn xuất sắc nhất (với cương vị nhà sản xuất chính).
Kidman là đại sứ thân thiện cho UNICEF từ năm 1994 và cho UNIFEM từ năm 2006. Năm 2006, cô được trao tặng huân chương Companion of the Order of Australia. Vì bố mẹ người Úc sinh cô ở Hawaii, Kidman mang hai quốc tịch là Úc và Hoa Kỳ. Năm 2010, cô thành lập công ty sản xuất Blossom Films. Cô là vợ của diễn viên Tom Cruise từ năm 1990 đến 2001, và cưới ca sĩ nhạc đồng quê Keith Urban năm 2006.

## Thời thơ ấu
Nicole Kidman sinh ra ở Honolulu, Hawaii. Bố của cô là bác sĩ Antony David Kidman – một nhà hoá sinh và bác sĩ vật lý trị liệu ở Lane Cove, Sydney. Ông cũng là một tác gia rất tích cực trong các phong trào công đoàn. Còn mẹ cô, bà Janelle Ann MacNeille Kidman là một nữ y tá đồng thời cũng là trợ lý kiêm biên tập viên cho các cuốn sách của chồng mình. Lúc Nicole ra đời, ông Antony đang làm nghiên cứu sinh ở Viện nghiên cứu quốc gia về các bệnh thần kinh ở thủ đô Washington, D.C.. Khi cô được bốn tuổi, gia đình chuyển về Úc để bố cô có thể giảng dạy tại trường Đại học Công nghệ Sydney. Nicole theo học tại trường công lập Lane Cove trong những năm cấp hai.
Nic có một em gái là Antonia sinh năm 1970. Bố mẹ và em gái của cô đều sống ở Greenwich, một vùng ngoại ô trên bờ biển bắc (North Shore) Sydney. Nic là một tín đồ Thiên chúa giáo, thường đi lễ ở nhà thờ Mary Mackillop bắc Sydney cùng với em gái. Cô học cấp ba tại trường nữ sinh North Sydney Girl’s High school, cũng ở North Shore.
Nic học balê từ năm lên bốn, sau đó vào học tập tại Nhà hát kịch thanh thiếu niên Australia của thành phố Sydney (Sydney’s Australian theatre for young people), nơi mà hiện tại cô đang làm người đỡ đầu, sau này cô về Nhà hát Phillip Street, chuyên lồng tiếng cho các vở kịch và góp phần làm nên lịch sử của nhà hát. Thời gian sống ở Longueville, Nic theo học tại trường St. Marys nhưng nửa chừng thì cô phải nghỉ học khi mẹ cô được chẩn đoán là mắc bệnh ung thư vú. Cô đã hoàn toàn tập trung chăm sóc gia đình cho tới khi mẹ cô khỏi bệnh.

## Sự nghiệp điện ảnh

### Khởi nghiệp ở Úc (1983 – 1989)
Nicole Kidman xuất hiện lần đầu tiên trên màn ảnh năm 1983 trong video clip Bop Girl của Pat Wilson, khi ấy cô mười lăm tuổi. Cuối năm đó, Kidman nhận một vai phụ trong series phim truyền hình Five Mile Creek, và các vai chính trong bốn phim khác gồm có BMX Bandits và Bush Christmas. Trong suốt thập niên 1980 cô xuất hiện trong một vài bộ phim nhựa và truyền hình, đáng chú gồm có bộ phim tâm lý A country practice, series Vietnam (1986), Emerald City (1988) và Bangkok Hilton (1989).

### Giai đoạn tài năng nở rộ (1989 – 1995)
Năm 1989, Kidman tham bộ phim Dead Calm. Cô vào vai Rea Ingram, vợ của sĩ quan hải quân John Ingram (Sam Neil), bị giam giữ trên biển Thái Bình Dương trong một chuyến đi nghỉ bởi Hughie Warriner (Billy Zane), một kẻ tâm thần bệnh hoạn. Bộ phim đã nhận được những lời phê bình tích cực, biên tập báo điện tử [Variety.com] nhận xét: "Kidman đã rất xuất sắc trong suốt bộ phim. Cô ấy đã thể hiện một Rea bướng bỉnh và đầy sức sống". Trong khi đó, nhà phê bình Roger Ebert lại chú ý đến sự phối hợp giữa hai nhân vật chính: "…Kidman và Zane đã thể hiện được một sự căm ghét thật sự, đến nỗi mà nó sờ thấy được trong những cảnh diễn chung". Năm 1990, cô xuất hiện bên cạnh Tom Cruise trong Days of Thunder, một bộ phim về đua xe. Sau đó, năm 1992, cô tiếp tục đóng chung với Tom trong bộ phim của đạo diễn Ron Howard Far and Away. Năm 1995, Kidman đồng diễn trong phim Batman Forever. Cô cũng từng xuất hiện với vai trò người dẫn chương trình trong Saturday Night Live (20 tháng 11 năm 1993).

### Những thành công liên tiếp

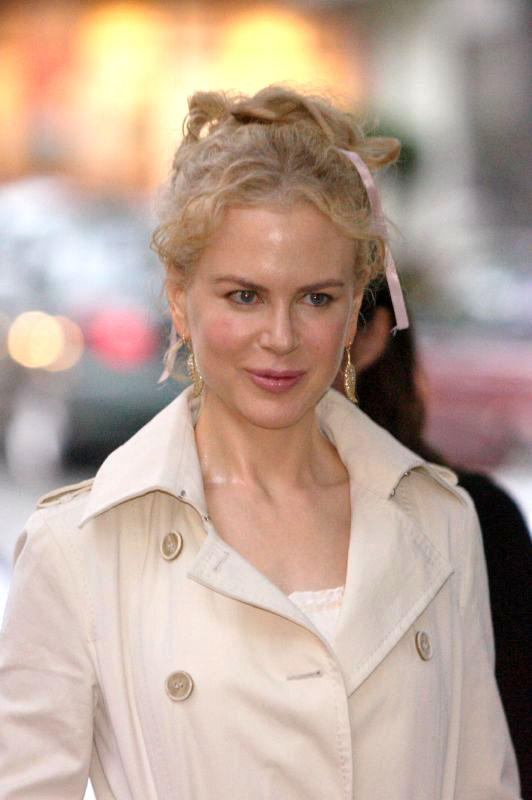
Nicole Kidman vào tháng 8 năm 2006

Bộ phim thứ hai của Kidman trong năm 1995, To Die For là một phim hài đã giành được rất nhiều lời khen ngợi từ các nhà phê bình. Cô đoạt giải Quả cầu vàng (Golden Globe) và năm giải thưởng khác cho nữ diễn viên chính xuất sắc nhất với vai cô phát thanh viên giết người Suzanne Stone Maretto. Năm 1999, Kidman diễn chung với Tom Cruise trong Eyes Wide Shut, bộ phim cuối cùng của đạo diễn Stanley Kubrick.
Năm 2002, Kidman được đề cử Oscar và giành được Quả cầu vàng thứ hai cho vai nàng Satine kiều diễm bên cạnh Ewan McGregor trong Moulin Rouge!. Cùng năm đó, Kidman cũng nhận được phản hồi tốt từ khán giả cho The Others của mình. Trong khi ở Úc quay phim Moulin Rouge!, Kidman đã bị thương ở mắt cá chân, kết quả là Jodie Foster đã thế vai cô trong Panic Room. Nhưng Kidman cũng góp giọng trong vai bà chủ của chồng của nhân vật mà Jodie thủ vai, trong một cảnh nói chuyện qua điện thoại.
Ngay sau đó, năm 2003, Kidman đã giành được nhiều lời tán thưởng khi hóa thân thành nhà văn Virginia Woolf trong The Hours. Nicole, với chiếc mũi giả xấu xí và hút thuốc như điếu cày, đã khiến khán giả không còn nhận ra một nàng công chúa kiều diễm thường ngày nữa và rinh về một giải Oscar, một giải BAFTA, và thêm một Quả cầu vàng nữa cùng nhiều giải thưởng khác. Kidman trở thành nữ diễn viên Úc đầu tiên vinh dự được nhận giải Oscar. Trong suốt bài phát biểu của mình, Kidman đã khóc và cô nhấn mạnh về tầm quan trọng của nghệ thuật, thậm chí là trong thời chiến: "Tại sao các bạn lại tới dự một lễ Oscar trong khi thế giới này đang lộn tùng phèo? Đó là bởi nghệ thuật rất quan trọng. Bởi bạn tin vào những gì mình đang làm và bạn muốn vinh danh nó, và đó là một truyền thống cần được giữ gìn."
Cùng năm đó, Kidman đã tham gia sản xuất bộ phim In the cut. Năm 2003, cô tham gia vào ba bộ phim hoàn toàn khác nhau. Dogville của đạo diễn Lars von Trier. Sau đó cô xuất hiện bên cạnh Anthony Hopkins trong bộ phim phỏng theo tiểu thuyết của Philip Roth: The Human Stain. Rất nhiều lời phê bình cho rằng cả Kidman và Hopkins đều không hợp với nhân vật của mình. Bộ phim cuối cùng trong năm của cô - Cold Mountain, câu chuyện tình của một đôi trai gái ở miền Nam nước Mỹ bị chia cắt bởi cuộc nội chiến đã mang về cho cô một đề cử giải Golden Globe.
Năm 2004, Kidman đóng vai chính trong The Stepford Wives, một bộ phim làm lại bị chỉ trích gay gắt. Tháng 9, phim Birth, trong đó một phụ nữ 37 tuổi do Kidman thủ vai chạm trán cậu bé 10 tuổi (Cameron Bright), người mà cố gắng thuyết phục rằng cậu ta chính là đầu thai của người chồng quá cố của cô, đã nhận được những phản ứng trái chiều chủ yếu do cảnh cậu bé cởi đồ và bước vào bồn tắm của Kidman. Mặc dù vậy bộ phim vẫn được đề cử Sư tử vàng trong liên hoan phim Venice. Kidman cũng nhận được một đề cử Quả cầu vàng cho vai diễn của mình. Hai bộ phim tiếp theo vào năm 2005 của cô là The Interpreter, đạo diễn Sydney Pollack, và Bewitched, dựa theo phim hài cùng tên sản xuất năm 1960.
Cùng với những thành công trong điện ảnh, Kidman trở thành gương mặt đại diện của nhãn hiệu nước hoa Channel No.5. Đoạn clip 3 phút để quảng cáo cho nhãn hiệu này trong mùa lễ 2004, 2005, 2006, được mô phỏng theo Moulin Rouge! của đạo diễn Baz Luhrmann, với bạn diễn là Rodrigo Santoro đã mang về cho Kidman 3.71 triệu USD, kỉ lục về cát-xê trung bình cao nhất cho một phút quảng cáo! Cũng trong thời gian này, Kidman giữ ghế thứ 45 trong số 100 nhân vật quyền lực nhất hành tinh do tạp chí Forbes bình chọn. Đồng thời, với 14.5 triệu USD cho mỗi phim trong năm 2004-2005, cô chỉ xếp thứ hai sau Julia Robert (16 - 17 triệu USD/phim) trong danh sách những nữ minh tinh có cát-xê cao nhất thế giới theo tạp chí People. Nhưng Kidman đã vượt mặt Robert để trở thành nữ diễn viên có thu nhập cao nhất thế giới, một phần cũng do thời gian gần đây Robert dành nhiều thời gian cho vai trò làm mẹ và sân khấu kịch Broadway hơn là cho điện ảnh.
Ngày 25 tháng 6 năm 2007, Nintendo thông báo Kidman sẽ là đại diện mới cho chiến dịch quảng cáo game Nintendo DS - More Brain Training ở thị trường châu Âu.

## Sự nghiệp âm nhạc
Trước Moulin Rouge!, Nicole Kidman đã có tiếng là một giọng ca tiềm năng. Bản song ca "Come what may" của Kidman với Ewan Mc Gregor trong loạt soundtrack của Moulin Rouge! đã chiếm vị trí thứ 27 trong bảng xếp hạng US Singles. Sau đó, "Something Stupid" song ca với Robie Williams đã leo lên vị trí thứ 8 trong bảng xếp hạng Australian ARIAnet Singles và chiếm vị trí số một trong bảng xếp hạng UK. Nó cũng trở thành single số một dành cho giáng sinh ở vương quốc Anh trong năm 2001.

## Đời tư
Những mối quan hệ

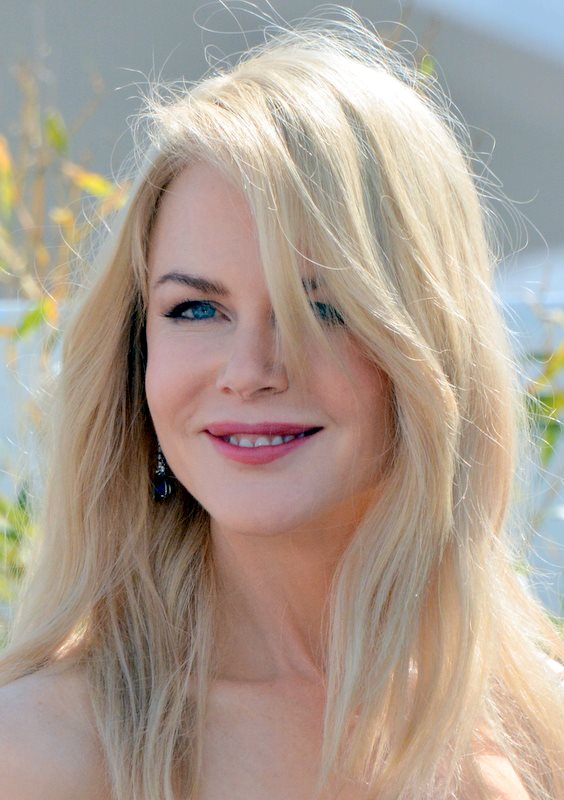
Nicole Kidman tại Liên hoan phim Cannes.

Kidman gặp Tom Cruise năm 1990 trong bộ phim Days of Thunder, lúc đó Tom vừa ly dị nữ diễn viên Mimi Rogers. Kidman và Cruise đã tổ chức đám cưới vào đúng Giáng sinh năm 1990 ở Telluride, tiểu bang Collorado. Hai người đã nhận nuôi hai bé là Isabelle Jane Cruise (sinh ngày 22 tháng 12 năm 1992) và Connor Anthony Cruise (sinh ngày 17 tháng 1 năm 1995) và đã chuyển đến sống ở Los Angeles, Úc, Colorado rồi sau đó là New York. Ho chia tay nhau ngay trước lễ kỉ niệm 10 năm ngày cưới. Vào thời điểm Nic có bầu được ba tháng nhưng sau đó lại bị sẩy thai, Tom đã ký vào đơn li dị (tháng 2 năm 2001). Cuộc hôn nhân kết thúc vào năm 2001, bởi những bất đồng không thể giải quyết được giữa hai người theo lời viện dẫn của Tom. Lý do của những bất đồng không bao giờ được công bố. Trong một bài phỏng vấn trên tạp chí "Ladies’ home journal" vào tháng 6 năm 2006, Nic nói rằng cô vẫn còn yêu Tom: "Anh ấy vĩ đại, vẫn luôn vĩ đại. Đối với mọi người, anh ấy là một nhân vật vĩ đại, nhưng đối với tôi, anh ấy chỉ là Tom, và anh ấy rất đáng yêu. Tôi yêu anh ấy. Tôi vẫn còn yêu anh ấy." Thêm vào đó, cô cho biết cô đã thực sự sốc sau cuộc li dị.
Năm 2003, xung quanh bộ phim Cold Mountain đã có những tin đồn rằng mối tình chớm nở giữa Nic và bạn diễn Jude Law chính là nguyên nhân dẫn đến đổ vỡ trong cuộc hôn nhân của anh. Cả hai đều kịch liệt phản đối những tin đồn nhảm nhí và Nic thậm chí còn buộc tờ British phải bồi thường một khoản bởi đã đăng tải câu chuyện bịa đặt trên. Cô đã ủng hộ số tiền đó cho trại trẻ Rumani ở thị trấn mà bộ phim đang quay. Cũng có tin đồn Nic và Jim Carrey hẹn hò với nhau sau khi hai người bị bắt gặp đang đi ăn cùng nhau, nhưng họ cũng phủ nhận và giải thích hai người chỉ là bạn tốt. Sau giải Oscar, người ta lại đồn đại về mối quan hệ giữa Nic và nam diễn viên đoạt giải Oscar Adrien Brody.
Kidman gặp gỡ ca sĩ nhạc rock Lenny Kravitz năm 2003 và họ thường xuyên hẹn hò trong năm 2004. Mới đây Nic tiết lộ là cô đã bí mật đính hôn sau khi bản ly dị giữa cô và Tom Cruise có hiệu lực và trước khi gặp Keith Urban. Cô không cho biết vị hôn phu đó là ai.
Kidman gặp ca sĩ nhạc đồng quê Keith Urban tại lễ vinh danh những nghệ sĩ người Úc, G’Day LA, vào tháng 1 năm 2005. Hai người đa tổ chức lễ cưới vào ngày 25 tháng 6 năm 2006 tại nhà thờ Cardinal Cerretti Memorial ở vùng điền trang St Patrick, Manly, Úc. Họ giữ ngôi nhà cũ ở Sydney và chuyển đến sống tại Nashville, tiểu bang Tennessee.
Kidman là một người hút thuốc lá, mặc dù cô vẫn công nhận nó có hại cho sức khoẻ.
Cô cùng với Keith Urban có một con gái là Sunday Rose (sinh ngày 7 tháng 7 năm 2008). Bé Sunday Rose là con đầu lòng của Nicole dù trước đó cô đã có hai con nuôi là Isabella (15 tuổi) và Connor (13 tuổi) khi chung sống với Tom Cruise.

## Chính trị
Cái tên Nicole Kidman xuất hiện trên tờ Los Angeles Times (ngày 17 tháng 8 năm 2006) cùng với chữ ký của 84 ngôi sao Hollywood khác trong bản chỉ trích các tổ chức Hamas và Hezbollah, và cổ vũ cho những nỗ lực của Israel trong cuộc xung đột vào năm 2006 giữa Israel và Li-băng: "Chúng tôi, những người đã ký dưới đây, cảm thấy đau xót cho những nạn nhân vô tội ở Israel và Li-băng, bị gây nên bởi những hành động khủng bố do các tổ chức như Hamas và Hezbollah khởi xướng. Nếu chúng ta không thành công trong việc ngăn chặn chủ nghĩa khủng bố đang lan rộng khắp thế giới, sự hỗn loạn sẽ ngự trị và những người vô tội sẽ tiếp tục bị giết hại. Chúng ta cần phải cổ vũ nền dân chủ và chặn đứng chủ nghĩa khủng bố bằng mọi giá." Những người khác ký vào bản cam kết này còn có diễn viên Michael Douglas, Dennis Hopper, Sylvester Stallone, Bruce Willis, Danny DeVito, Don Johnson, James Woods, Kelly Preston, Patricia Heaton, William Hurt, và các đạo diễn Ridley Scott, Tony Scott, Michael Mann, Richard Donner và Sam Raimi, ngoài ra còn có ngôi sao quần vợt Serena Williams.
Kidman đã nhiều lần ủng hộ tiền cho quỹ vận động tranh cử của các ứng viên đảng Dân chủ (Hoa Kỳ) và đã bầu cho ứng viên John Kerry trong cuộc tranh cử tổng thống năm 2004.
Kidman ủng hộ rất tích cực cho các tổ chức từ thiện và các mục đích từ thiện. Cô là đại sứ thiện chí cho UNICEF từ năm 1994, và vừa trở thành đại sứ thiện chí của Quỹ Phát triển Phụ nữ của Liên Hợp Quốc. Kidman rất tích cực trong các hoạt động gây quỹ và kêu gọi mọi người hướng sự chú ý đến hoàn cảnh khó khăn của những trẻ em bất hạnh ở Úc và trên toàn thế giới. Năm 2004, cô vinh dự được công nhận là "Công dân thế giới" bởi Liên hiệp quốc.
Ngày 26 tháng 1 năm 2006, Kidman được trao tặng huân chương cao quý nhất của nhà nước Úc, huân chương "Bạn đồng hành" cho "sự tận tuỵ vì nghệ thuật với vai trò là một diễn viên điện ảnh, vì sự nghiệp y tế với những đóng góp trong việc cải thiện chất lượng điều trị cho phụ nữ và trẻ em và sự ủng hộ tích cực trong công cuộc nghiên cứu bệnh ung thư, vì đối với thanh niên như là một nguồn cổ vũ lớn lao cho những nghệ sĩ trẻ và vì sự nghiệp nhân đạo ở Úc và trên toàn thế giới." Tuy nhiên do bận đóng phim và đám cưới với Urban nên mãi đến 13 tháng 4 năm 2007 cô mới chính thức nhận huân chương.
Kidman đã tham gia vào chiến dịch "chữ T nhỏ" (Little Tee Campaign) để chống bệnh ung thư vú. Một trong những hoạt động của chiến dịch là thiết kế áo phông và áo vest để gây quỹ. Mẹ của cô, bà Janelle cũng từng là bệnh nhân ung thư vú được chẩn đoán vào năm 1984.